# Wilson Saddle
Wilson Saddle är ett bergspass i Antarktis. Det ligger i Östantarktis. Norge gör anspråk på området. Wilson Saddle ligger 1 387 meter över havet.
Terrängen runt Wilson Saddle är kuperad västerut, men österut är den platt. Trakten är obefolkad. Det finns inga samhällen i närheten. 